# 망원급수
수학에서 망원급수(영어: telescoping series)란 부분적 항들의 합이 소거 후에 결과적으로 고정된 값만이 남는 수열을 일컫는다. 이러한 테크닉은 “차(差)의 방법”, 또는 “상쇄 합”이라고도 불린다.
예를 들어,
{\displaystyle \sum _{n=1}^{\infty }{\frac {1}{n(n+1)}}}
와 같은 급수는
{\displaystyle {\begin{aligned}\sum _{n=1}^{\infty }{\frac {1}{n(n+1)}}&{}=\sum _{n=1}^{\infty }\left({\frac {1}{n}}-{\frac {1}{n+1}}\right)\\{}&{}=\lim _{N\to \infty }\sum _{n=1}^{N}\left({\frac {1}{n}}-{\frac {1}{n+1}}\right)\\{}&{}=\lim _{N\to \infty }\left\lbrack {\left(1-{\frac {1}{2}}\right)+\left({\frac {1}{2}}-{\frac {1}{3}}\right)+\cdots +\left({\frac {1}{N}}-{\frac {1}{N+1}}\right)}\right\rbrack \\{}&{}=\lim _{N\to \infty }\left\lbrack {1+\left(-{\frac {1}{2}}+{\frac {1}{2}}\right)+\left(-{\frac {1}{3}}+{\frac {1}{3}}\right)+\cdots +\left(-{\frac {1}{N}}+{\frac {1}{N}}\right)-{\frac {1}{N+1}}}\right\rbrack =1.\end{aligned}}}
으로 단순화된다.

## 일반적인 경우
먼저 {\displaystyle a_{n}} 을 수열로 정의하자. 이때,
{\displaystyle \sum _{n=1}^{N}\left(a_{n}-a_{n-1}\right)=a_{N}-a_{0},}
이고, {\displaystyle a_{n}\rightarrow 0} 이라면
{\displaystyle \sum _{n=1}^{\infty }\left(a_{n}-a_{n-1}\right)=-a_{0}.}

## 함정
비록 상쇄 합은 유용한 테크닉이나, 잘못 사용할 경우 쉽게 함정에 빠질 수도 있다. 그란디 급수라고도 불리는 다음의 경우를 살펴보면,
{\displaystyle 0=\sum _{n=1}^{\infty }0=\sum _{n=1}^{\infty }(1-1)=1+\sum _{n=1}^{\infty }(-1+1)=1\,}
는 잘못된 결론인데, 이런 오류는 각 항이 0으로 수렴하지 않는 급수를 다루었기 때문에 발생한다. 이런 오류를 미연에 방지하기 위해서는 N번째 항에 대한 합을 구한 다음에 N이 무한으로 발산할 경우를 따져 보면 된다.
{\displaystyle {\begin{aligned}\sum _{n=1}^{N}{\frac {1}{n(n+1)}}&{}=\sum _{n=1}^{N}\left({\frac {1}{n}}-{\frac {1}{n+1}}\right)\\&{}=\left(1-{\frac {1}{2}}\right)+\left({\frac {1}{2}}-{\frac {1}{3}}\right)+\cdots +\left({\frac {1}{N}}-{\frac {1}{N+1}}\right)\\&{}=1+\left(-{\frac {1}{2}}+{\frac {1}{2}}\right)+\left(-{\frac {1}{3}}+{\frac {1}{3}}\right)+\cdots +\left(-{\frac {1}{N}}+{\frac {1}{N}}\right)-{\frac {1}{N+1}}\\&{}=1-{\frac {1}{N+1}}\to 1\ \mathrm {as} \ N\to \infty .\end{aligned}}}

## 다른 예시
- 많은 삼각함수는 차로써의 표현이 인정되므로 망원급수에서 쓰이는 소거법이 연속된 항들에 적용될 수 있다.

{\displaystyle {\begin{aligned}\sum _{n=1}^{N}\sin \left(n\right)&{}=\sum _{n=1}^{N}{\frac {1}{2}}\csc \left({\frac {1}{2}}\right)\left(2\sin \left({\frac {1}{2}}\right)\sin \left(n\right)\right)\\&{}={\frac {1}{2}}\csc \left({\frac {1}{2}}\right)\sum _{n=1}^{N}\left(\cos \left({\frac {2n-1}{2}}\right)-\cos \left({\frac {2n+1}{2}}\right)\right)\\&{}={\frac {1}{2}}\csc \left({\frac {1}{2}}\right)\left(\cos \left({\frac {1}{2}}\right)-\cos \left({\frac {2N+1}{2}}\right)\right).\end{aligned}}}
- 다음과 같은 형태의 합

{\displaystyle \sum _{n=1}^{N}{f(n) \over g(n)},}
”f”와 “g”가 다항식이고 각 항이 부분 분수로 쪼개질 수 있을 때, 상쇄 합 방법은 실패할 수도 있다. 예를 들어,
{\displaystyle {\begin{aligned}\sum _{n=0}^{\infty }{\frac {2n+3}{(n+1)(n+2)}}&{}=\sum _{n=0}^{\infty }\left({\frac {1}{n+1}}+{\frac {1}{n+2}}\right)\\&{}=\left({\frac {1}{1}}+{\frac {1}{2}}\right)+\left({\frac {1}{2}}+{\frac {1}{3}}\right)+\left({\frac {1}{3}}+{\frac {1}{4}}\right)+\cdots \\&{}\cdots +\left({\frac {1}{n-1}}+{\frac {1}{n}}\right)+\left({\frac {1}{n}}+{\frac {1}{n+1}}\right)+\left({\frac {1}{n+1}}+{\frac {1}{n+2}}\right)+\cdots \\&{}=\infty .\end{aligned}}}
문제는 각 항이 소거, 상쇄되지 않는다는 점이다.
- ‘’k’’를 양의 정수라 하자. 이때

{\displaystyle \sum _{n=1}^{\infty }{\frac {1}{n(n+k)}}={\frac {H_{k}}{k}}}
Hk는 ‘’k’’번째 조화수이다. 1/(k − 1) 이후의 모든 항은 소거된다.

## 같이 보기
- 렙셰츠 고정점정리
- 소수의 역수의 합의 발산성
- 호몰로지